# 諸聖教堂 (富勒姆)

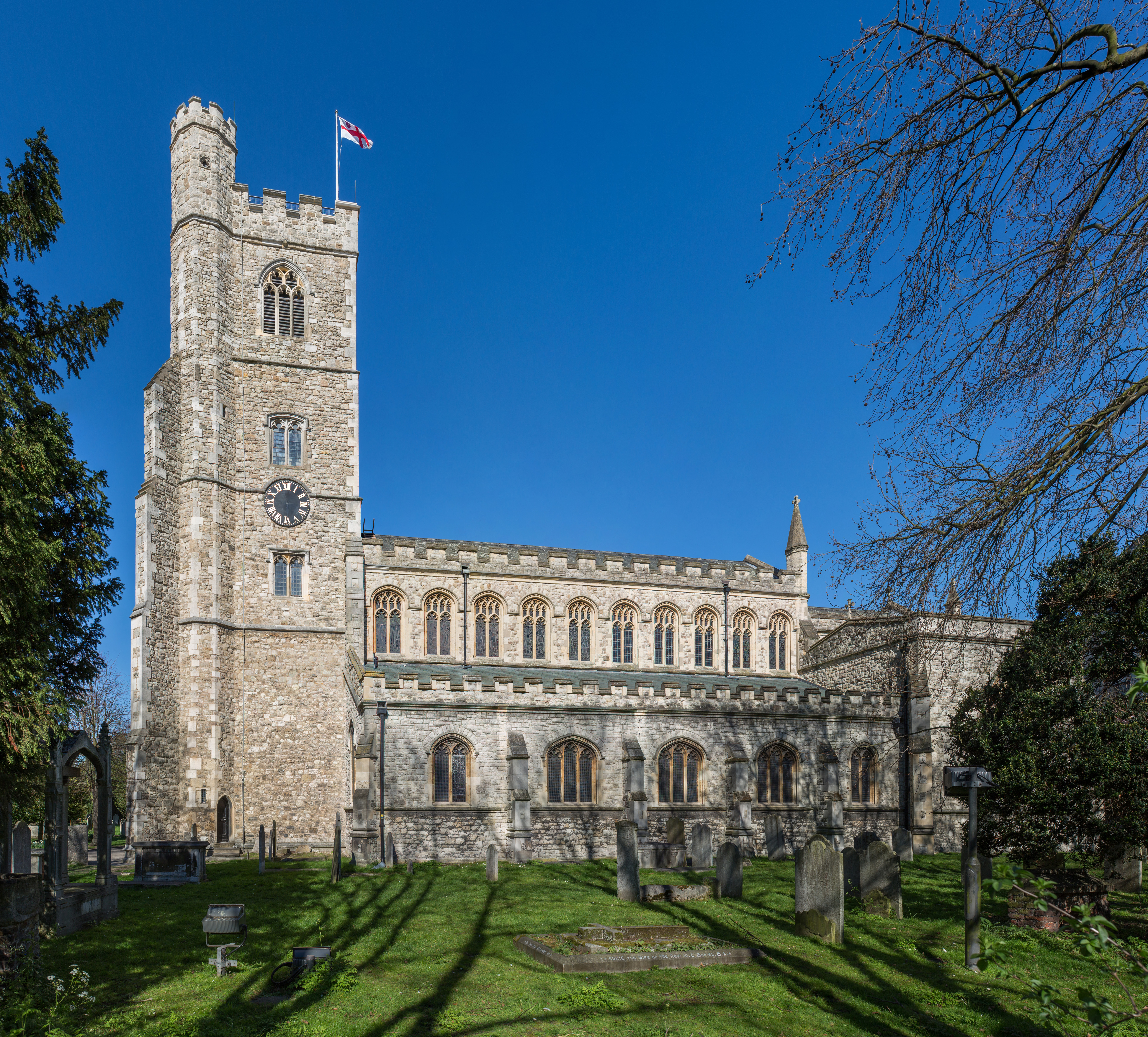
諸聖教堂

諸聖教堂（All Saints Church）是英國倫敦富勒姆地區的一座教區教堂，屬於英國聖公會。教堂靠近泰晤士河及普特尼橋。教堂所在地在900年之前就已經修建有教堂。現在諸聖教堂是一座II*級登錄建築。

## 外部連結
- 官方网站
- British history online, Fulham （页面存档备份，存于）

51°28′07″N 0°12′42″W / 51.4686°N 0.2117°W